# Putuo, Shanghai
Putuo är ett stadsdistrikt i centrala Shanghai i östra Kina.
Putuo är indelat i åtta stadsdelsdistrikt (jiedao) och två köpingar (zhen):
Stadsdelsdistrikt:

- Caoyangxincun (曹杨新村街道)
- Changfengxincun (长风新村街道)
- Changshoulu (长寿路街道)
- Ganquanlu (甘泉路街道)
- Shiquanlu (石泉路街道)
- Wanli (万里街道)
- Yichuanlu (宜川路街道)
- Zhenruzhen (真如镇街道)

Köpingar:
- Changzheng (长征镇)
- Taopu (桃浦镇)